# Johann Michael Fritz
Johann Michael Fritz (* 30. Januar 1936 in Essen) ist ein deutscher Kunsthistoriker  und Hochschullehrer. Sein Forschungsschwerpunkt ist das Mittelalter und Kunsthandwerk, besonders mitteleuropäische Email- und Goldschmiedekunst.

## Leben
Johann Michael Fritz, Sohn des Kunsthistorikers Rolf Fritz (1904–1992), der von 1936 bis 1966 Direktor des Museums für Kunst und Kulturgeschichte in Dortmund war, wuchs auf Schloss Cappenberg auf, da der Arbeitsplatz des Vaters und der Wohnsitz der Familie nach der völligen Zerstörung des Museums im Zweiten Weltkrieg in das Schloss verlegt wurde. Geprägt durch den täglichen Umgang mit mittelalterlichen Kunstgegenständen, entschied sich J. M. Fritz für das Studium der Kunstgeschichte. Er studierte Kunstgeschichte, Christliche Archäologie und Klassische Archäologie an den Universitäten  Freiburg, FU Berlin, Wien und München und wurde 1962 bei Kurt Bauch an der Universität Freiburg mit der Arbeit Gestochene Bilder. Gravierungen auf deutschen Goldschmiedearbeiten der Spätgotik promoviert.
Als Wissenschaftlicher Referent am Rheinischen Landesmuseum Bonn von 1962 bis 1968 begründete er die Zeitschrift Das Rheinische Landesmuseum. Von 1968 bis 1983 wirkte er als Oberkonservator am Badischen Landesmuseum Karlsruhe.
1983 habilitierte er sich an der Universität Freiburg mit der Schrift Goldschmiedekunst der Gotik in Mitteleuropa.  Von 1983 bis 1998 lehrte er als Professor für Kunstgeschichte an der Universität Heidelberg.
Als Leiter der Sektion Kunstgeschichte der Görres-Gesellschaft zur Pflege der Wissenschaft organisierte und leitete er von 1994 bis 2005 die kunsthistorischen Tagungen der Gesellschaft. Seit 1994 war er Mitglied der Kommission für geschichtliche Landeskunde in Baden-Württemberg; seit 1999 als korrespondierendes Mitglied. 2005 wurde ihm für sein Werk Das evangelische Abendmahlsgerät in Deutschland. Vom Mittelalter bis zum Ende des Alten Reiches der Ehrendoktor der evangelisch-theologischen Fakultät der Universität Münster verliehen. Seit 2007 ist J. M. Fritz Honorary Fellow der Society of Antiquaries of London.
Er berät und begleitet die wissenschaftliche Vorbereitung von Ausstellungen, so z. B. die Schau Kelche und Goldschmiedekunst des Mittelalters aus evangelischen Kirchen Ostdeutschlands im Nationalmuseum für westliche Kunst in Tokio und die Präsentation Das Kreuz aus St. Trudpert in Münstertal/Schwarzwald in der Eremitage in St. Petersburg sowie die Ausstellung Die mittelalterliche jüdische Kultur in Erfurt. Der Schatzfund aus der Michaelisstraße in Erfurt im 
Museé Cluny in Paris und in der Wallace Collection in London.
Er wirkt als Berater bei Restaurierungen; so z. B. bei der Restaurierung und Rekonstruktion des großen Radleuchters im Hildesheimer Dom oder bei der Restaurierung von Augsburger Silberfiguren vom Altar der Schwarzen Madonna in Tschenstochau.
Zusammen mit seiner Schwester Andrea Gabriele Fritz gründete er die Geschwister-Fritz-Stiftung Ornamenta ecclesiae conservanda. Nach Paragraph 2 der Stiftung ist ihr Zweck „die Förderung der Kunst und Kultur der Region und kirchliche Zwecke durch die Pflege und dem Erhalt von theologie- und kunstgeschichtlich bedeutsamen Ornamenta Ecclesiae im Bistum Münster sowie durch die Förderung der Kenntnis von deren liturgischer Funktion und geschichtlicher Bedeutung bei jungen Theologen und Kunsthistorikern“.
Seit 1999 lebt er in Münster.

## Publikationen

### Verfasser
- Gestochene Bilder. Gravierungen auf deutschen Goldschmiedearbeiten der Spätgotik. (= Bonner Jahrbücher, Beiheft 20). Köln – Graz 1966 (Dissertation)[7].
- Goldschmiedekunst der Gotik in Mitteleuropa. Verlag C. H. Beck, München 1982.
- mit Jürgen Miethke: Mittelalterliche Universitätszepter. Meisterwerke europäischer Goldschmiedekunst der Gotik. Ausstellung zum 600 jährigen Jubiläum der Universität. Heidelberg 1986.
- Die bewahrende Kraft des Luthertums. Mittelalterliche Kunstwerke in evangelischen Kirchen. Regensburg 1997.
- Das evangelische Abendmahlsgerät in Deutschland. Leipzig 2004.

### Mitverfasser (Auswahl)
- Spätgotik am Oberrhein. Meisterwerke der Plastik und des Kunsthandwerks. Karlsruhe 1970.
- Herbst des Mittelalters. Spätgotik in Köln und am Niederrhein. Köln 1970.
- Propyläen Kunstgeschichte Band VI. Berlin 1972.
- Sol und Luna. Auf den Spuren von Gold und Silber. Frankfurt 1973.
- Die Parler und der Schöne Stil 1350–1400. Europäische Kunst unter den Luxemburgern. Köln 1978.
- Barock in Baden-Württemberg. Ausstellung in Schloß Bruchsal. 1981.
- Goldschmiedekunst der Gotik in Mitteleuropa. In: Die Welt der Kunst. München 1982.
- Ausstellungskatalog 1983, Das Tausendjährige St. Blasien, 200 jähriges Domjubiläum. 2 Bände. ISBN 3-7617-0221-3.
- Der Quedlinburger Schatz. Berlin 1993.
- Bernward von Hildesheim und das Zeitalter der Ottonen. Hildesheim 1993.
- Stefan Lochner, Meister zu Köln. Köln 1993.
- Le beau Martin. Martin Schongauer. Colmar 1994.
- Das Kreuz aus St. Trudpert in Münstertal. München 2003.

### Aufsätze (Auswahl)
- Andreas Emmel und andere Bonner Goldschmiede des 18. Jahrhunderts. In: Bonner Jahrbücher 164, S. 353–391.
- Zwei toskanische Kelche berühmter Kardinäle des Quattrocento. In: Mitteilungen des Deutschen Kunsthistorischen Instituts in Florenz, 13, 1968, S. 273–288.
- Kölner Prunk und Tafelsilber der Spätgotik. In: Festschrift für Gert von der Osten, Köln 1970, S. 106–117.
- Spätgotik am Oberrhein. Forschungsergebnisse und Nachträge zur Ausstellung im Badischen Landesmuseum 1970, Abt. Goldschmiedekunst. In: Jahrbuch der Staatlichen Kunstsammlungen in Baden-Württemberg 9, 1972, S. 159–195.
- Über die Waffensammlung der Markgrafen und Großherzöge von Baden. In: Jahrbuch der staatlichen Kunstsammlungen in Baden-Württemberg, 12, 1975, S. 85–112.
- mit Hansmartin Schwarzmaier: Die Kroninsignien der Großherzöge von Baden (Krone, Zepter und Zeremonienschwert). In: Zeitschrift für die Geschichte des Oberrheins, 125, 1977, S. 201–223.
- mit B. Thomas: Unbekannte Werke spätmittelalterlicher Waffenschmiedekunst in Karlsruhe. In: Waffen- und Kostümkunde 20, 1978, S. 1–18.
- Ex cassa paramentorum emptus. In: Kirchen am Lebensweg.  Festgabe für Friedrich Kardinal Wetter. München 1988, S. 145–160.
- Anfang vom Ende? Der schleichende Untergang der ererbten Ornamenta ecclesiae. In: Jahres- und Tagungsbericht der Görresgesellschaft, 1994 1995, S. 5–19.
- Marc Rosenberg, Kunsthistoriker und Sammler. In: Badische Biographien, Neue Folge. (Hrsg. B. Ottnad) Stuttgart 1996, S. 240–242.
- Versiegende Quellen: Der unbemerkte Untergang kirchlicher Denkmäler. In: Bild und Geschichte Festschrift H. Schwarzmaier. Hrsg. K. Krimm, Sigmaringen 1997, S. 361–374.
- Goldschmiedekunst und Email des 14. Jahrhunderts in Mitteleuropa. In: Festschrift für Marie-Madeleine Gauthier,. In: Bolletino d’Arte, Supplemento al N. 95, Rom 1997, S. 99–106.
- Der Rückdeckel des Plenars Herzog Ottos des Milden von 1339 und verwandte Werke. In: Der Welfenschatz und sein Umkreis. (Hrsg. D. Koetzsche und J. Ehlers) Mainz 1998, S. 369–385.
- Inschriften auf mittelalterlichen Goldschmiedearbeiten: Techniken und künstlerische Gestaltung. In: Inschrift und Material, Inschrift und Buchschrift. (Hrsg. W. Koch) Verlag der Bayerischen Akademie der Wissenschaften, München 1999, S. 85–93.
- Un calice Strasbourgeois du XIVe siècle: l’original et la copie. In: Pierre, lumière, couleur. Etudes d’histoire de l’art du Moyen Age en l’honeur de Anne Prache. (Hrsg. F. Joubert, D. Sandron) Cultures et Civilisations médiévales XX, Paris 1999, S. 287–296.
- Continuité surprenante: oeuvres d’art du Moyen Age conservées dans les églises protestantes en Allemagne. In: Iconographica. Mélanges offerts à Piotr Skubiszewski (Hrsg. R. Favreau, M.-H. Debiès) Poitiers 1999, S. 102–108. = Civilisation médiévale VII. Université de Poitiers, Centre d’Etudes supérieur de Civilisation médiévale.
- Vasa Sacra et non sacra – Stiefkinder der Theologie und Kunstgeschichte. In: Das Münster, Jg. 53, 2000, S. 359–456.
- Herausgeber und Vorwort von Rolf und Hanna Fritz,Winter auf Schloss Cappenberg. Briefe nach Schweden Oktober 1947 bis März 1948, Münster 2004.
- Kirchenschätze im Heiligen Römischen Reich: Untergang und Überleben von liturgischen Geräten. In: Biuletyn historii sztuki 70, 2008, S. 7–38 (mit polnischer Zusammenfassung).
- Kirchliche Kunstwerke des Mittelalters in Dortmund im Neben- und Miteinander trotz Wandels der Konfessionen. In: Fides imaginem quaerens. Festschrift für Ryszard Knapinski, Lublin 2011, S. 201–214.